# Kansas (음반)
| 전문가 평가                   | 전문가 평가 |
| 평가 점수                     | 평가 점수   |
| 출처                          | 점수        |
| ----------------------------- | ----------- |
| AllMusic                      | [ 1 ]       |
| MusicHound Rock               | 2/5         |
| ProgressiveWorld.net          | [ 3 ]       |
| The Rolling Stone Album Guide | [ 4 ]       |

《Kansas》는 미국의 프로그레시브 록 밴드 캔자스의 데뷔 스튜디오 음반으로, 1974년 3월 8일, 미국의 커쉬너와 다른 나라의 에픽 레코드에 의해 발매되었다.
캔자스의 데뷔 음반은 이전 캔자스 라인업의 케리 리브그렌과 주류 록과 블루스를 연주했던 화이트 클로버의 두 토피카 음악 진영의 합병을 뒤따랐다. 새로 결성된 이 그룹은 1973년 커쉬너 레코드와 계약을 맺고 첫 번째 발매를 녹음하기 위해 뉴욕으로 갔다.

## 배경
기타리스트 겸 키보디스트 케리 리브그렌과 보컬리스트 겸 키보디스트 스티브 월시가 주로 쓴 캔자스에 관한 자료는 두 그룹의 레퍼토리에서 발췌되었다. 리브그렌의 노래는 일반적으로 월시의 노래보다 길고 더 정교했으며 동양 종교에 대한 그의 강렬한 관심을 반영하는 신비한 가사가 특징이다. 〈Journey from Mariabronn〉은 헤르만 헤세의 《나르시스와 골드문트》에서 영감을 받은 반면, 〈Belexes〉와 〈Aperçu〉는 자코모 푸치니의 《투란도트》의 사이비 아시아 사운드에서 영향을 받았다.

## 커버 아트
커버 아트는 캔자스주 출신 존 스튜어트 커리의 벽화인 《비극적 전주곡》의 한 장면에서 폐지론자 존 브라운을 묘사한다. 원본 벽화는 토피카의 캔자스주 의사당의 벽에 그려졌다. 음반 커버 이미지는 심하게 변색되고 원본 그림의 작은 부분만 보여주기 위해 잘려졌다.

## 곡 목록
| #  | 제목                        | 작사·작곡                                          | 재생 시간 |
| -- | --------------------------- | -------------------------------------------------- | --------- |
| 1. | 〈Can I Tell You〉          | 리치 윌리엄스, 스티브 월시, 필 에하트, 데이브 호프 | 3:32      |
| 2. | 〈Bringing It Back〉        | J. J. 케일                                         | 3:33      |
| 3. | 〈Lonely Wind〉             | 월시                                               | 4:16      |
| 4. | 〈Belexes〉                 | 케리 리브그렌                                      | 4:23      |
| 5. | 〈Journey from Mariabronn〉 | 리브그렌, 월시                                     | 7:55      |

| #  | 제목                             | 작사·작곡      | 재생 시간 |
| -- | -------------------------------- | -------------- | --------- |
| 6. | 〈The Pilgrimage〉               | 리브그렌, 월시 | 3:42      |
| 7. | 〈Aperçu〉                       | 리브그렌, 월시 | 9:54      |
| 8. | 〈Death of Mother Nature Suite〉 | 리브그렌       | 7:43      |

## 인증
| 국가                       | 인증 | 판매량/출하량 |
| -------------------------- | ---- | ------------- |
| 캐나다 (뮤직 캐나다)       | 골드 | 50,000^       |
| 미국 (RIAA)                | 골드 | 500,000^      |
| ^출하량을 기반으로 한 인증 |      |               |